# Ниски
Ниски (на немски: Niesky; на горнолужишки: Niska; на полски: Niska) е град в Германия, разположен в окръг Гьорлиц, провинция Саксония. Към 31 декември 2011 година населението на града е 9901 души.